# Kód Navajo (film)
Kód Navajo, anglicky Windtalkers, je americký válečný film z roku 2002 režiséra Johna Woo s Nicolasem Cagem a Adamem Beachem v hlavní roli.
Jde o válečné drama, které pojednává o těžkých bojích Americké námořní pěchoty v době druhé světové války v Tichém oceánu při dobývání tichomořských ostrovů, zde konkrétně ostrova Saipan, při níž Armáda Spojených států amerických aktivně využívala speciálně vycvičené indiánské spojaře pocházející z indiánského kmene Navajů. Tito spojaři byli pečlivě vycvičeni, tak aby mohli ve svém rodném jazyce rádiem předávat navažsky kódované vojenské informace, kterým Japonci nebyli schopni nijak porozumět a jejich kód nebyli schopni do konce 2. světové války rozluštit (mimo jiné tomu bylo také proto, že jazyk Navahů má k dispozici jen minimum písemných památek a nelze se jej fakticky naučit bez rodilých mluvčích).

## Obsazení
| Nicolas Cage     | seržant Joe Enders                    |
| Adam Beach       | vojín Ben Yahzee                      |
| Peter Stormare   | četový seržant Richard Hjelmsted      |
| Noah Emmerich    | četař Charles „Chick" Clusters        |
| Mark Ruffalo     | desátník Milo Pappas                  |
| Christian Slater | seržant Peter „Ox" Henderson          |
| Roger Willie     | vojín Charlie „Bílý kůň" Whitehorse   |
| Brian Van Holt   | vojín a plamenometčík Andrew Harrigan |
| Martin Henderson | vojín Thomas Nellie                   |
| Frances O'Connor | ošetřovatelka Rita                    |
| Jason Isaacs     | major Mellitz                         |